# Adolphe Monticelli
Pour les articles homonymes, voir Monticelli.
Adolphe Monticelli, né le 14 octobre 1824 à Marseille, et mort dans sa ville natale le 29 juin 1886, est un peintre français.

## Biographie
Adolphe Monticelli est élève au lycée Thiers de Marseille, et à l'École des beaux-arts qui jouxte le lycée. Il fut influencé à la fois par Eugène Delacroix, les œuvres du musée du Louvre et l'atmosphère provençale, plus que par les voyages en Orient qu'il ne fit pas. Les peintres marseillais tels que Fabius Brest , Alexandre Jean-Baptiste Brun ou Alfred Chataud lui communiquent dans leurs œuvres leurs impressions de voyage, et lui inspirent peut-être ses scènes de harem et ses entrées de mosquées. Sa touche audacieuse, empâtée est proche de celle de Narcisse Diaz de la Pena ou de Félix Ziem dont il a suivi les cours. André Chave est considéré comme son principal mécène à Marseille. 
En 1865, il reçoit de Napoléon III la commande d'une décoration pour le palais des Tuileries. 
En 1885, à la suite d'une attaque, il est frappé de paralysie ne laissant libre que ses yeux et son cerveau. Il meurt le 29 juin 1886, entouré de ses amis et est enterré au cimetière Saint Pierre.

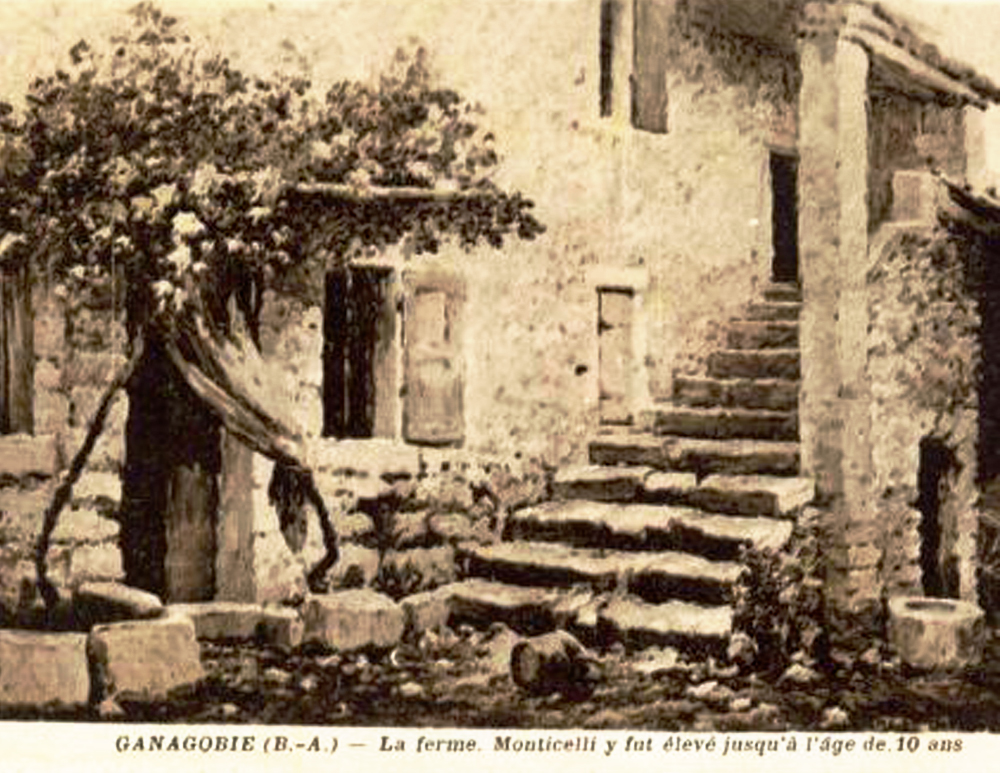
La ferme de Ganagobie où Adolphe Monticelli résida jusqu'en 1834.

## Monticelli et van Gogh
Vincent van Gogh s’est inspiré de Monticelli, qu’il ne rencontra jamais puisque ce dernier meurt en 1886 quelques mois avant que van Gogh n’arrive à Paris. Celui-ci étudie la technique de Monticelli et expérimente pour certaines œuvres cette peinture colorée et particulièrement expressive, en témoignent ses vases et bouquets et sa recherche d'une touche épaisse. « Monticelli prenait quelquefois un bouquet de fleurs pour motif de rassembler sur un seul panneau toute la gamme de ses tons les plus riches et les mieux équilibrés » écrira Vincent à son frère Théo, en mars 1888,,.

## Collections publiques

### En France
- Evreux, Musée d'Évreux : Un jeune page, huile sur panneau de bois ;
- Dijon, Musée des beaux-arts de Dijon:
  - Cour de ferme, v. 1873 / 1874, huile sur panneau, 39.6 x 74.2 cm ;
  - Scène de Harem : La négresse porteuse d'oiseaux au palais de Schéhérazade, v. 1880, huile sur panneau, 31 x 41 cm;
  - Paysage de Provence, v. 1880, huile sur bois, 35 x 61.3 cm;
- Gray (Haute-Saône), musée Baron-Martin : Personnages dans un parc, huile sur bois, 40 x 32 cm, dépôt du musée des Arts Décoratifs;
- Lille, Palais des beaux-arts : Paysage à la palissade[7] ;
- Lyon, Musée des beaux-arts : 
  - Entrée de mosquée[8] ;
  - Fleurs[9] ;
  - L'Enfant rouge[10] ;
  - L'Étang aux canards[11] ;
  - Nature morte avec tapis, 1878, huile sur toile, 61 × 51 cm[12]
- Marseille, Fondation Monticelli
- Marseille, Musée des beaux-arts de Marseille : 
  - Scène de parc, femmes, enfants et chiens ;
  - Portrait de Madame Pascal ;
  - Les Flamants ;
  - Étude de colline, le Garlaban ;
  - Scène de parc, femmes, enfants, cygnes et chiens ;
  - Turcs à la mosquée
- Paris, Musée d'Orsay : 
  - Portrait de l'artiste[13] ;
  - Paysage, les chênes à Saint-Zacharie[14],
  - Nature morte au pichet blanc[15]
  - Don Quichotte et Sancho Pança, vers 1865, huile sur toile, 96 × 130 cm[16]
- Paris, Petit Palais : 
  - Portrait de François Ziem, v.1852/1853[17]
  - La conversation interrompue[18]
  - Trois femmes sous les arbres, entre 1870 et 1880[19]
  - Réunion dans un parc au temps des Valois, 1874[20]
  - Deux personnages dans un parc, entre 1870 et 1880[21]
- Toulon, Musée d'art :
  - Psyché distribuant des bijoux à ses sœurs ;
  - Scène de parc
- Eglise Saint-Sébastien d'Allauch : Jeune Morte emportée par les anges ou La Libération d'une âme du purgatoire (1868) ;
- Eglise de Cruis : Retable, Baptême du Christ ;

## Collections privées
- Collection Tanimoto, Japon[22] : 
  - Lavandières dans un sous bois, huile sur toile, 87 × 127 cm
  - L'Arbre (le peintre et son destin), huile sur bois, 45 × 35 cm
  - L'Arbre, huile sur panneau, 66 × 41 cm
- Clairière à Saint-Pons, huile sur bois, 50 × 90 cm[22]
- Collection Stammegna, Marseillle : Deux jeunes femmes et le gentilhomme, huile sur bois, 45 × 35 cm[23]

### À l'étranger
- Amsterdam, musée van Gogh, Rijksmuseum[24] ;
- Athènes, Pinacothèque nationale :
  - Dans le parc, huile sur panneau de bois, 36 × 64 cm[25],
  - Paysage, huile sur panneau de bois, 40 × 66 cm[26],
  - La fontaine, huile sur panneau de bois, 38 × 65 cm[27] ;
- Québec, Musée national des beaux-arts du Québec[28] ;
- Washington, The Phillips Collection ;
- Tokyo, musée national de l'art occidental.

## Galerie

Œuvres d'Adolphe Monticelli
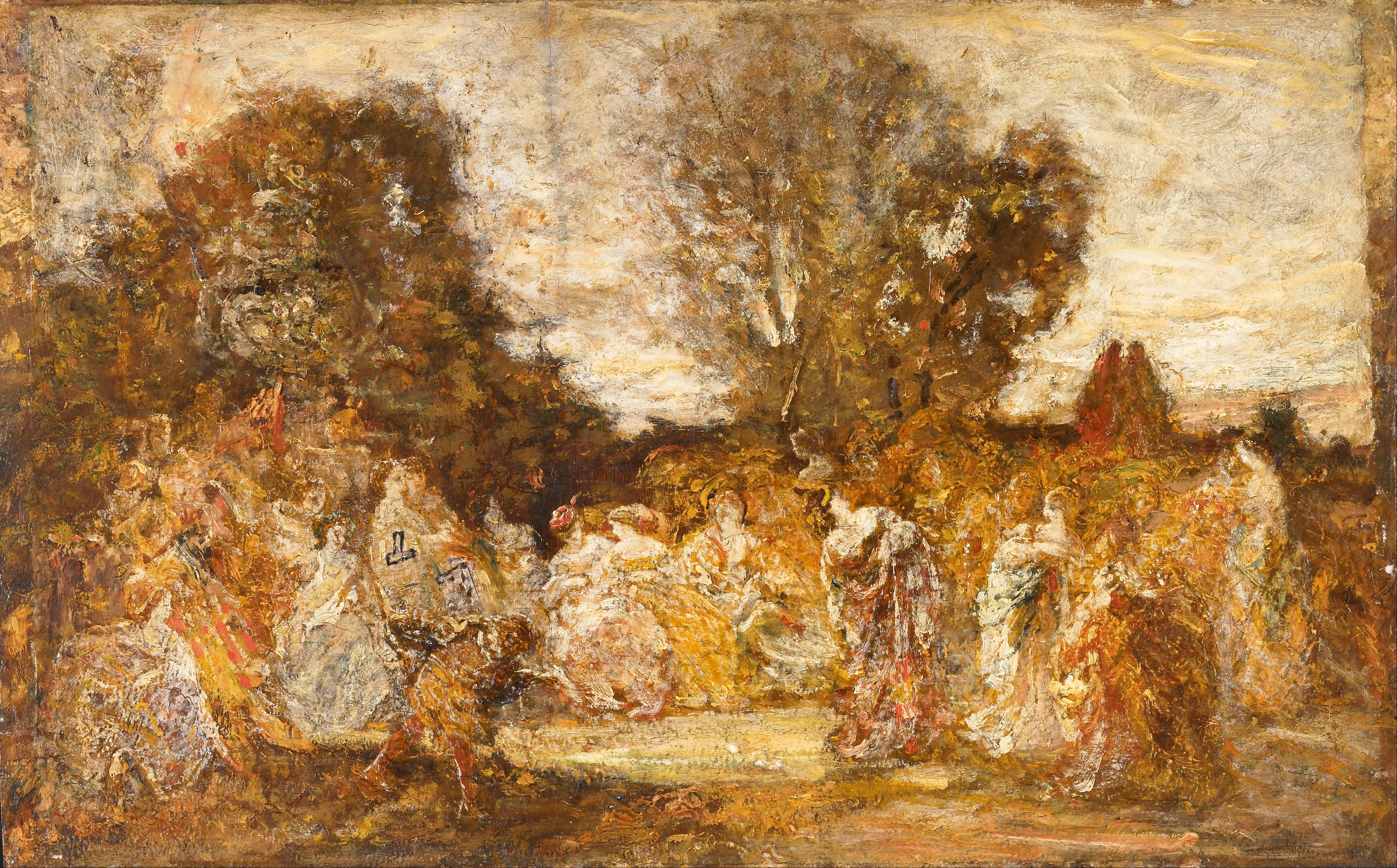
Assemblée dans un parc (1870), Liverpool, Walker Art Gallery.
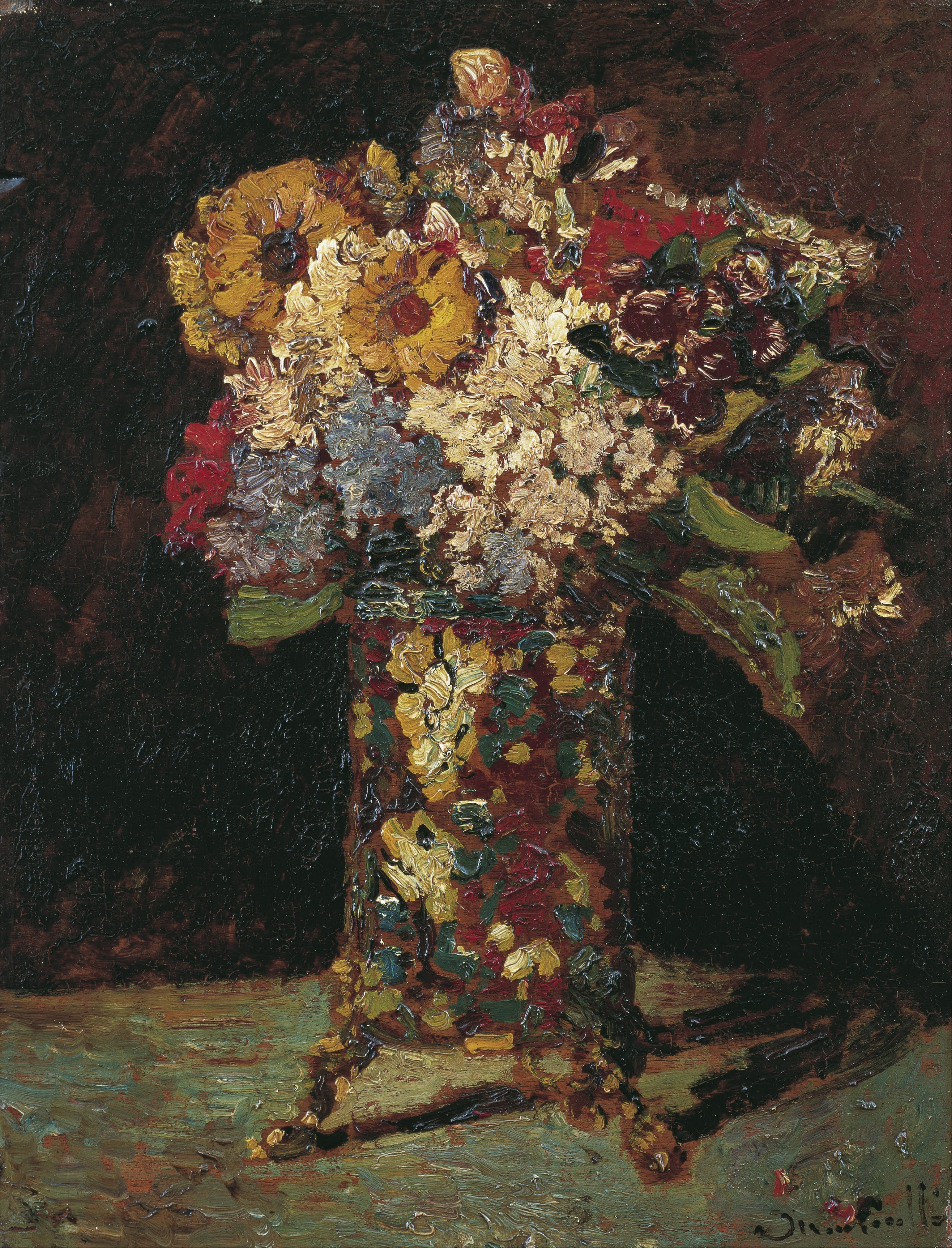
Bouquet de fleurs (1875), Amsterdam, musée van Gogh.
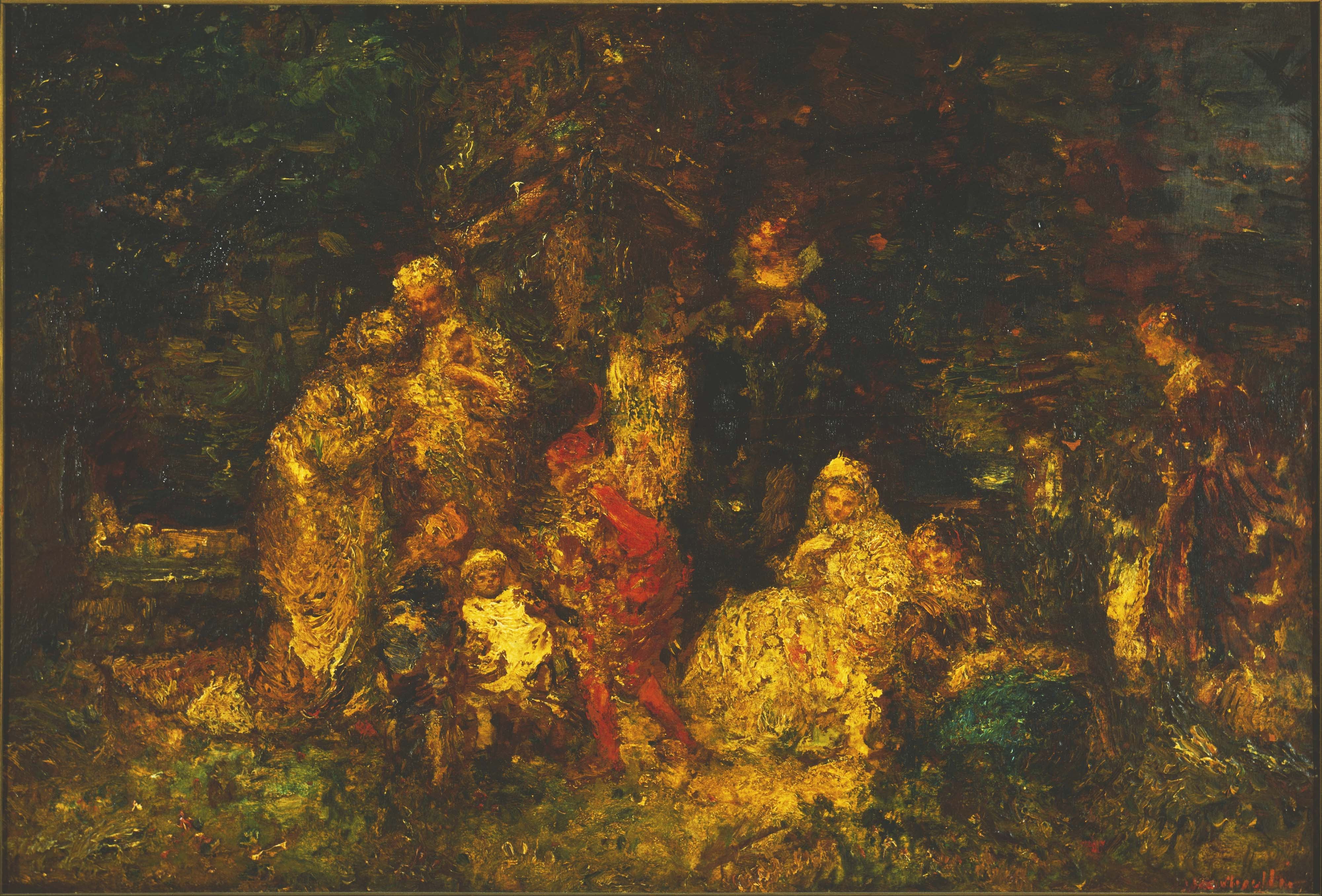
Comme il vous plaira, Washington, The Phillips Collection.
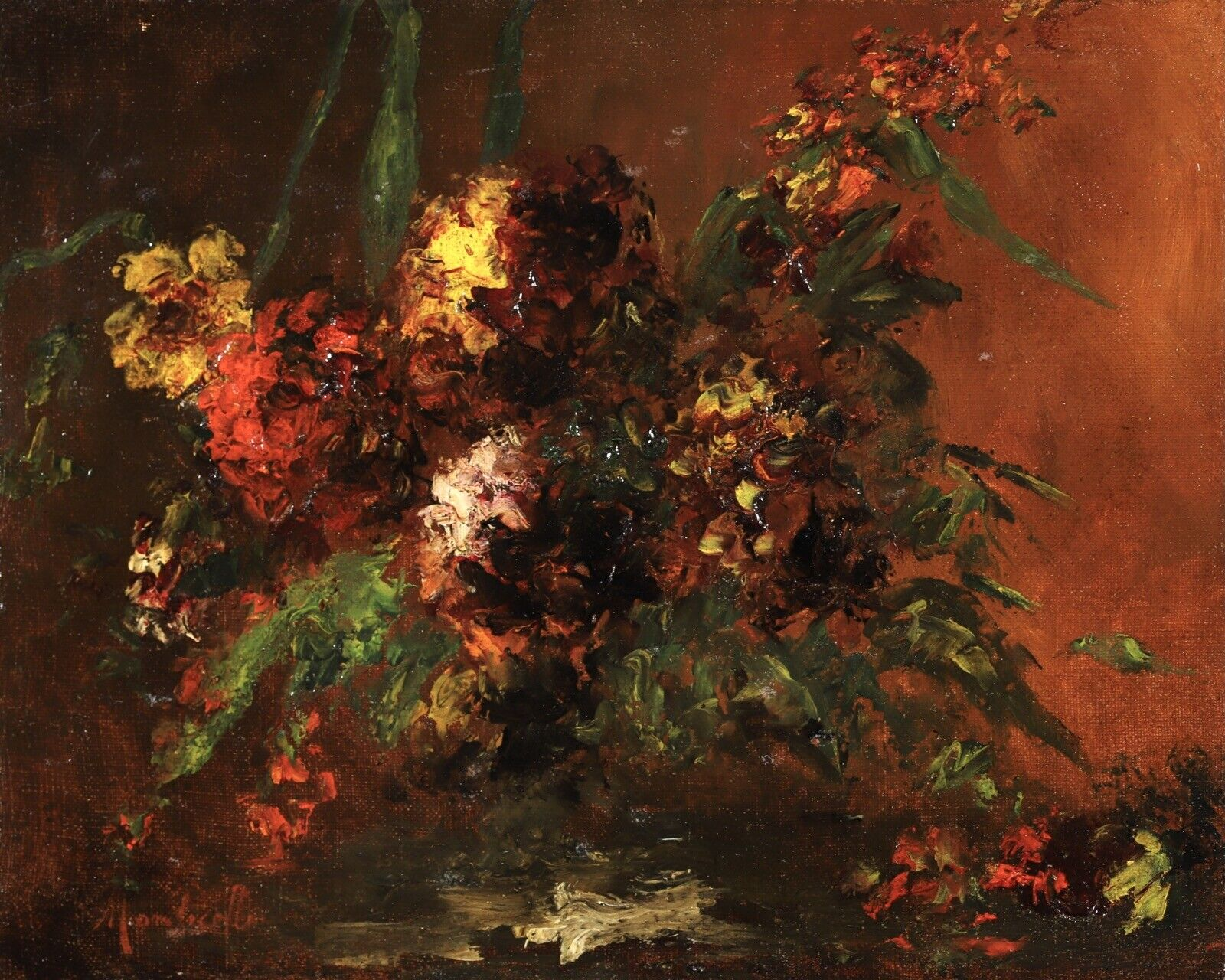
Bouquet de fleurs, (1874), Collection privée, France.
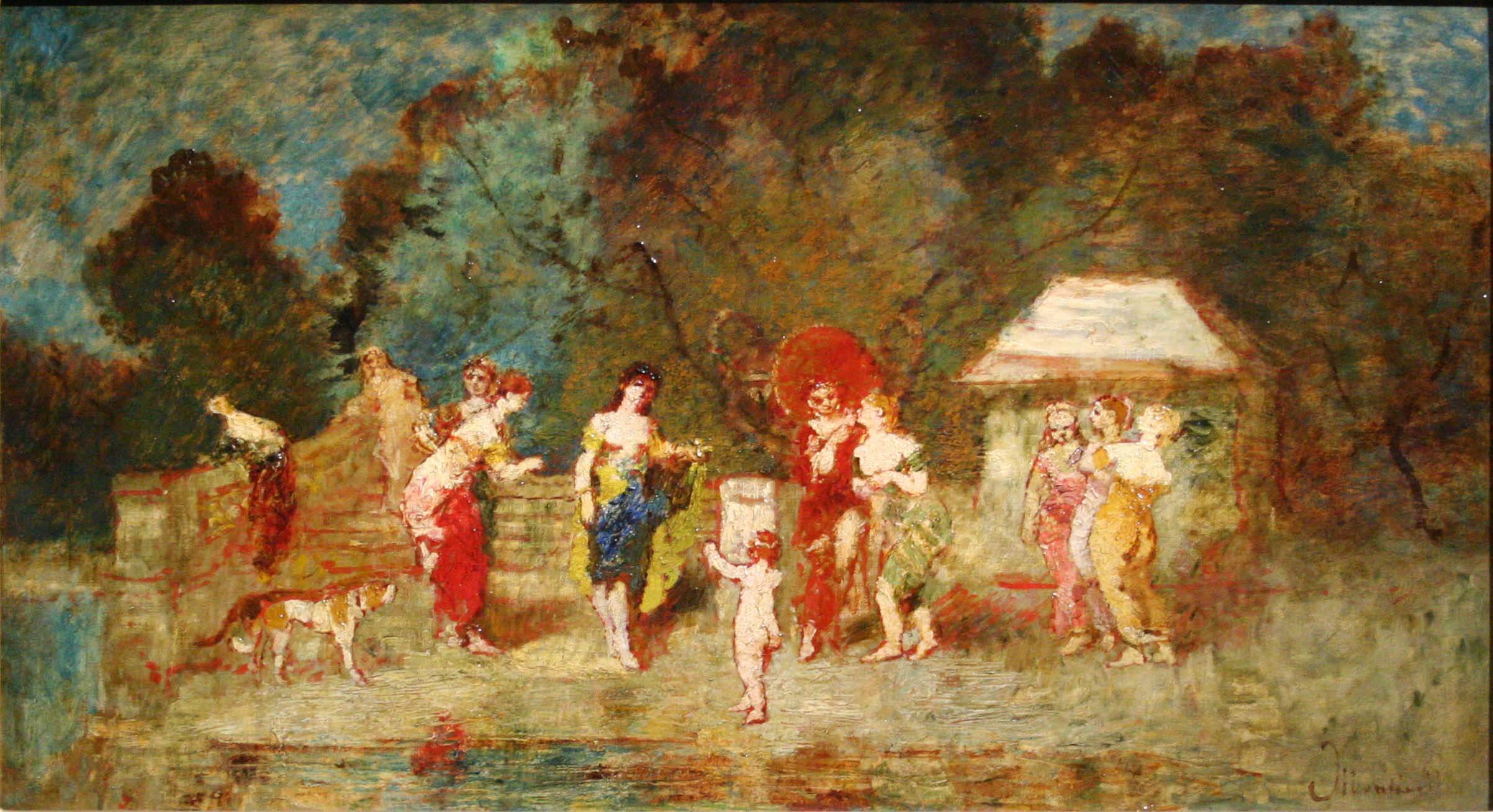
Scène de parc, femmes, enfants et chiens, musée des beaux-arts de Marseille.
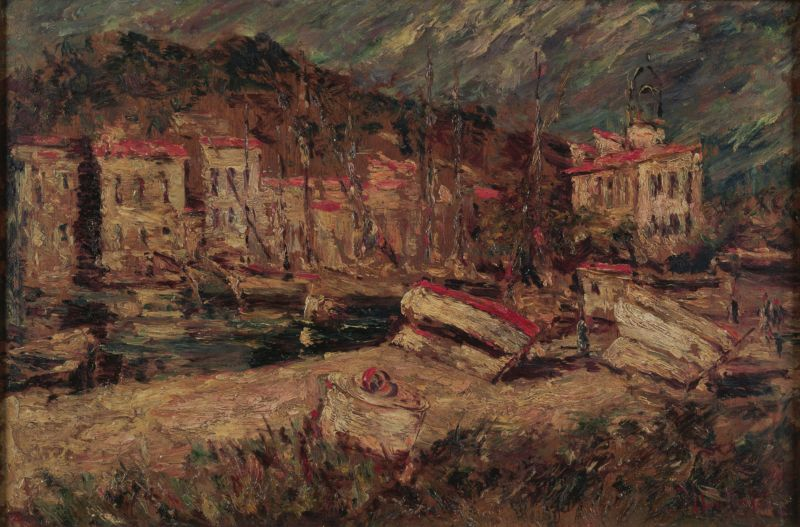
Le Port de Cassis (1884), Tokyo, musée national de l'art occidental.

## Postérité

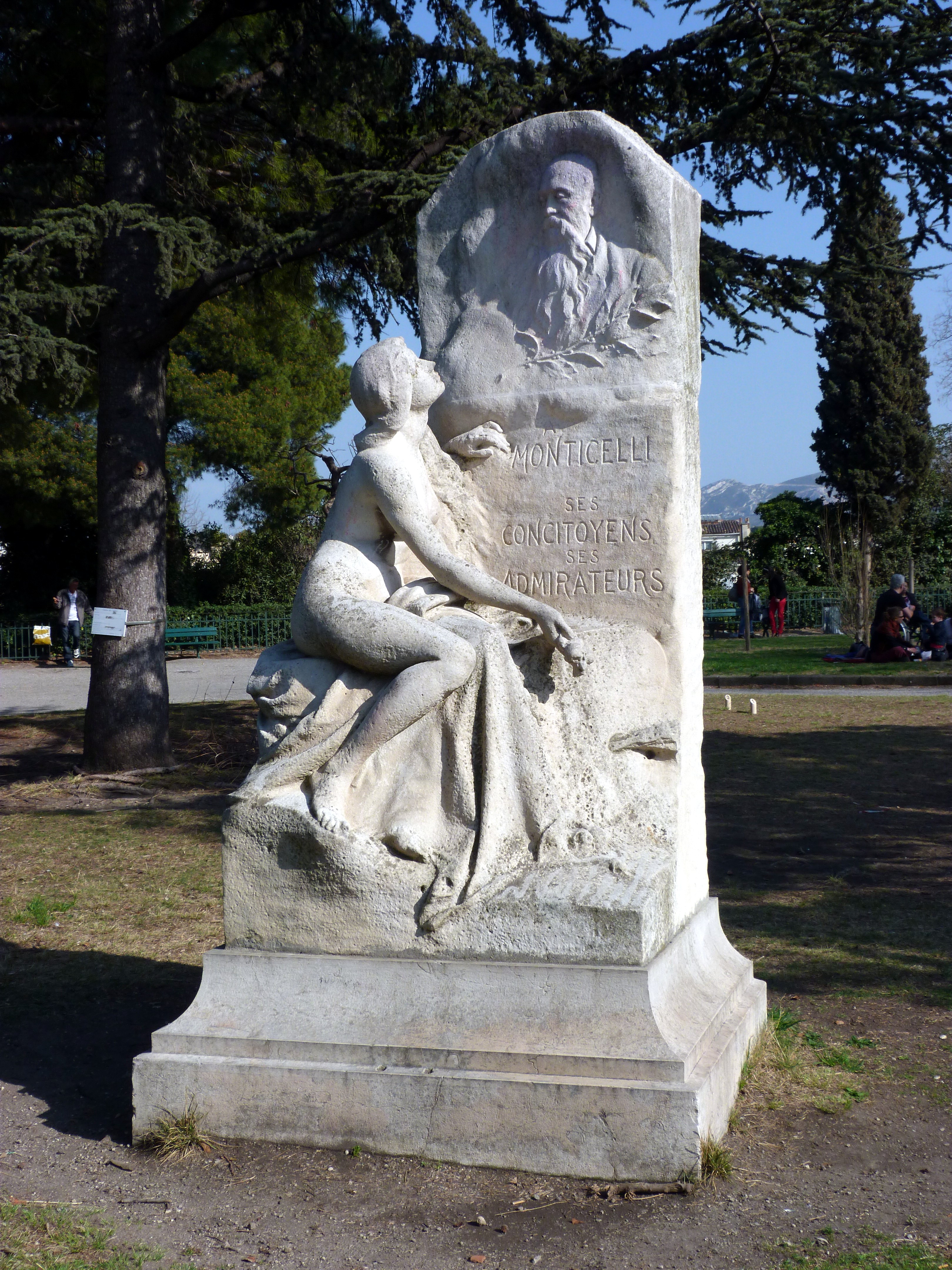
Auguste Carli, Monument à Monticelli (1909),
Marseille, palais Longchamp.

Un Monument à Monticelli réalisé par le sculpteur Auguste Carli a été érigé en 1909 à Marseille sur le cours du Chapitre. Les travaux du métro ont entraîné son démontage au début des années 1970. Il a été réérigé dans la même ville, au palais Longchamp.
Le Fortin de Corbières, monument édifié en 1861 afin de surveiller le trafic portuaire de Marseille, accueillait depuis février 2010, la Fondation Monticelli, qui a fermé ses portes en octobre 2015. Ce musée a exposé quelques-unes des œuvres les plus représentatives de Monticelli ainsi que des peintures d'autres maîtres provençaux, comme Jean-Baptiste Olive.
Du 16 septembre 2008 au 11 janvier 2009 s'est tenue une exposition dans l'enceinte de la Vieille Charité à Marseille pour confronter les œuvres de Monticelli avec celles de Van Gogh. Cette exposition fut une occasion pour rappeler l'admiration que ce dernier portait à Monticelli,.
Un collège public du 8e arrondissement de Marseille porte son nom.